# 萧嗣业
萧嗣业（？—？），梁明帝曾孙，南海王萧珣的孙子，萧钜的儿子，唐朝将领。

## 生平

### 早年
萧嗣业少从隋炀帝，后随姑祖母萧皇后入东突厥。
貞觀九年（635年）归国，唐太宗以其知突厥的情况，下诏让他领突厥部众。任鸿胪卿，兼单于都护府长史。贞观二十年（646年）薛延陀咄摩支南奔荒谷，李世勣派遣通事舍人萧嗣业前往招慰，咄摩支投降萧嗣业。

### 高宗时期
显庆二年（657年）闰正月二十一日，唐高宗又发大兵，分南北两路讨伐西突厥，这次北路的主帅就是苏定方，南路则由右卫大将军阿史那弥射和左屯卫大将军阿史那步真统领。苏定方大败沙钵罗可汗阿史那贺鲁，沙钵罗则向西逃走。苏定方命萧嗣业率兵继续追击。沙钵罗逃至石国，被石国俘虏交给唐。自此，西突厥汗国亡。
显庆六年（661年），唐高宗派辽东道（初为浿江）行军大总管契苾何力、浿江道行军大总管任雅相、夫馀道行军总管萧嗣业、镂方道行军总管程名振、沃沮道行军总管庞孝泰和含资道行军总管刘德敏率军十余万渡辽水，平壤道（初为辽东）行军大总管苏定方、平壤道大总管刘伯英、与新罗联军由百济故地南北合击高句丽。
由于回纥婆闰死，比栗嗣瀚海都督位。联合同罗、仆骨反唐，唐军契苾何力、萧嗣业所部被迫返回。唐高宗下诏以左武卫大将军郑仁泰为铁勒道行军大总管，燕然都护刘审礼、左武卫将军薛仁贵为副，鸿胪卿萧嗣业为仙萼道行军总管，右屯卫将军孙仁师为副，率兵讨伐回纥。
调露元年（679年），单于都护府辖区内的突厥首领阿史那温傅、奉职二部落相继反叛唐朝，立阿史那泥熟匐为可汗，得到二十四州响应。高宗遣鸿胪卿萧嗣业、右千牛将军李景嘉率兵讨伐，被温傅打败，唐军兵士战死了一万余人。萧嗣业免除死罪，流放桂州。

## 家庭
孙萧希諒，黔州都督。